# 나와프 알아베드
나와프 샤케르 파이루즈 알아베드(아랍어: نواف شاكر فيروز العابد, Nawaf Shaker Fayrouz Al-Abed, 1990년 1월 26일 ~ )는 사우디아라비아의 축구 선수이다. 현재 알샤바브에서 활약하고 있으며, 포지션은 공격형 미드필더다.

## 축구인 경력

### 클럽 경력
알힐랄의 유소년 팀을 거쳐 2008년 성인 팀에 데뷔하였다. 2009년 U-23 프린스 파이살 빈 파흐드 컵대회에 출전하여 경기 시작 2초 만에 득점을 기록하였으나 경기에 23세 이상 선수가 출전한 것이 드러나 경기가 무효로 처리되며 공식 기록으로는 남지 못하였다.

### 국가대표 경력
2014년 걸프컵에 출전하여 8강에서 A매치 데뷔골을 기록하였고, 4강에서도 득점을 기록하며 팀의 준우승에 기여하였다.
2015년 AFC 아시안컵에도 출전하여 조선민주주의인민공화국과의 경기에서 A매치 3호골을 성공시켰다.